# Chiastocheta inermella
Chiastocheta inermella är en tvåvingeart som först beskrevs av Zetterstedt 1838.  Chiastocheta inermella ingår i släktet Chiastocheta och familjen blomsterflugor. Arten är reproducerande i Sverige. Inga underarter finns listade i Catalogue of Life.